# Trinidad and Tobago Newsday
Trinidad and Tobago Newsday é um jornal diário em Trinidad e Tobago. Conhecido também como Newsday, é o mais recente depois de Trinidad and Tobago Guardian e de Trinidad and Tobago Express, respectivamente. Foi fundado em 1993 por Therese Mills, ex-director de redacção do Guardian.
Em 2010, a publicação anunciou uma nova parceria com o USA Today, jornal norte-americano. Mills comparou o seu trabalho ao do novo afiliado, chamando-os de "jornais jovens". "Quando Newsday começou em 1993, enfrentámos enormes desafios para nos tornar-mos num dos jornais nacionais com melhores resultados", afirmou o editor-chefe.